# بخش زیرآب

بخش زیرآب یکی از بخش‌های شهرستان سوادکوه در استان مازندران ایران است.

## جمعیت
براساس سرشماری مرکز آمار ایران در سال ۱۳۹۵، جمعیت بخش زیرآب ۲۱۳۷۶ نفر بوده‌است.

## تقسیمات کشوری
بخش زیرآب از دو دهستان تشکیل شده‌است:
- دهستان سرخ‌کلا
- دهستان کسلیان